# Maarten de Wit (zeiler)
Maarten de Wit (Wormerveer, 30 mei 1883 – Zaandam, 30 maart 1965) was een Nederlands zeiler. Hij nam eenmaal deel aan de Olympische Spelen en won bij die gelegenheid een zilveren medaille.
Hij maakte deel uit van het team dat op de Olympische Zomerspelen  in 1928 een zilveren medaille behaalde in de 8 meter klasse. Naast De Wit bestond het team in de boot Hollandia uit Johannes van Hoolwerff, Gerard de Vries Lentsch, Cornelis van Staveren, Lambertus Doedes en Hendrik Kersken. Zijn zoon Simon was een olympisch roeier. De Wit was lid van ASR Nereus. 